# New Fang
«New Fang» es el sencillo debut del supergrupo de rock angelino Them Crooked Vultures. Fue la primera canción que grabó la banda. «New Fang» fue lanzado como el primer sencillo del álbum homónimo de la banda.
El sencillo fue publicado en la radio el 26 de octubre de 2009.

Entró en las diez mejores canciones del Alternative Songs, alcanzando la posición #10, y el top veinte tanto en el conteo Hot Mainstream Rock Tracks (#13) como en el Rock Songs (#14).
La canción, interpretada por la banda durante un concierto en Nueva York el 15 de octubre de 2009 fue descrita por el escritor del New York Times Nate Chinen como «una de las canciones más boyantes [de la banda], tirando al rock boogie del sur.» (“more buoyant tunes, hint[ing] at Southern boogie rock.”).
La canción ganó un Grammy a la mejor interpretación de Hard Rock en la quincuagésima tercera entrega de los Premios Grammy el 13 de febrero de 2011.

## Apariciones en otros medios
La canción se hizo descargable como contenido adicional en el videojuego Rock Band para la Xbox 360 el 17 de noviembre de 2009, para Wii el 24 de noviembre de 2009, y para la PlayStation 3 el 3 de diciembre de 2009.

## Posicionamiento en listas
| Lista (2009)                      | Mejor posición |
| --------------------------------- | -------------- |
| Australian Singles Chart          | 70             |
| Canadian Hot 100                  | 39             |
| Japan Hot 100                     | 81             |
| UK Singles Chart                  | 156            |
| UK Rock Chart                     | 10             |
| U.S. Billboard Modern Rock Tracks | 10             |
| U.S. Billboard Rock Songs         | 14             |